# Polymer Corporation
Polymer Corporation was een Canadees staastsbedrijf dat in 1942 werd opgericht voor de productie van synthetisch rubber, als vervanging van de weggevallen overzeese aanvoer van natuurlijk rubber als gevolg van de Tweede Wereldoorlog.
In Sarnia, Ontario, werd een fabriek opgestart die, op basis van Duitse patenten, 5000 ton synthetisch rubber per maand produceerde. 
Na de oorlog werd de onderneming met veel succes voortgezet. Een ander belangrijk product was polyurethaan. 
In 1976 werd de onderneming hernoemd tot Polysar (een samentrekking van Polymer en Sarnia), met Polysar Rubber Corp. als dochter. In 1988 werd de onderneming geprivatiseerd en verkocht aan NOVA Corp, waarna Polysar Rubber in 1990 werd verkocht aan Bayer AG.